# Lamborghini Auténtica
El Lamborghini Auténtica es un automóvil superdeportivo fabricado por Automobili Lamborghini, presentado en 2023 como un modelo único de edición limitada. Este vehículo, junto con el Lamborghini Invencible, marca el final de la era de los motores V12 atmosféricos en la compañía antes de la transición hacia la electrificación.

## Diseño
El Lamborghini Auténtica se distingue por su diseño aerodinámico y materiales avanzados:
Carrocería en fibra de carbono: Optimiza el peso del vehículo y mejora su rendimiento.
Alerón trasero personalizado: Diseñado para maximizar la carga aerodinámica.
Faros LED hexagonales: Un elemento distintivo en los diseños modernos de Lamborghini.
Opciones de personalización: El cliente tiene la posibilidad de elegir colores, acabados y detalles específicos para adaptarlo a sus preferencias.[cita requerida]
El diseño del Auténtica está inspirado en modelos anteriores de Lamborghini, combinando elementos modernos con referencias a vehículos como el Sesto Elemento y el Reventón.[cita requerida]

## Historia y Desarrollo
El Lamborghini Auténtica fue creado para celebrar la herencia del motor V12 de la marca, uno de los componentes más emblemáticos de sus modelos a lo largo de los años. Este superdeportivo fue diseñado y producido como vehículo único.

## Motor y Rendimiento
El Auténtica cuenta con un motor V12 atmosferico de 6.5 litros, que genera una potencia de 780 CV y un par máximo de hasta 720 Nm. Este motor está acoplado a una transmisión automatizada de siete velocidades.

## Produccion
El Lamborghini Auténtica es un modelo único, fábricado bajo pedido.